# Verständigung I
Der Begriff Verständigung I bezeichnet einen völkerrechtlichen Vertrag zwischen der EU-Kommission und der deutschen Bundesregierung. Er hat die Beendigung von Anstaltslast, Gewährträgerhaftung und/oder staatlichen Refinanzierungsgarantien für die deutschen kommunalen Sparkassen und Landesbanken zum Inhalt.

Die Anstaltslast/ Gewährträgerhaftung wurde zum 18. Juli 2005 abgeschafft. Für die zwischen dem 18. Juli 2001 und dem 18. Juli 2005 eingegangenen Verpflichtungen dieser Finanzinstitute wurden Anstaltslast/ Gewährträgerhaftung auf Laufzeiten bis zum 31. Dezember 2015 begrenzt. Ab 19. Juli 2005 sind Sparkassen und Landesbanken insolvenzfähig. Das heißt, es gibt keine Verpflichtung ihrer Träger mehr, Mittel zur Rettung bereitzustellen, wenn das satzungsmäßige Kapital im Verlustfall aufgebraucht sein sollte. Die Eigentümer von kommunalen Sparkassen haften nicht mehr für deren Verbindlichkeiten, es sei denn, die nach dem 18. Juli 2005 novellierten deutschen Sparkassengesetze regeln die Verbindlichkeiten der kommunalen Träger neu.